# Jasienica
Jasienica è un comune rurale polacco del distretto di Bielsko-Biała, nel voivodato della Slesia.
Ricopre una superficie di 91,714 km² e nel 2006 contava 20 648 abitanti.